# ARIS Toolset

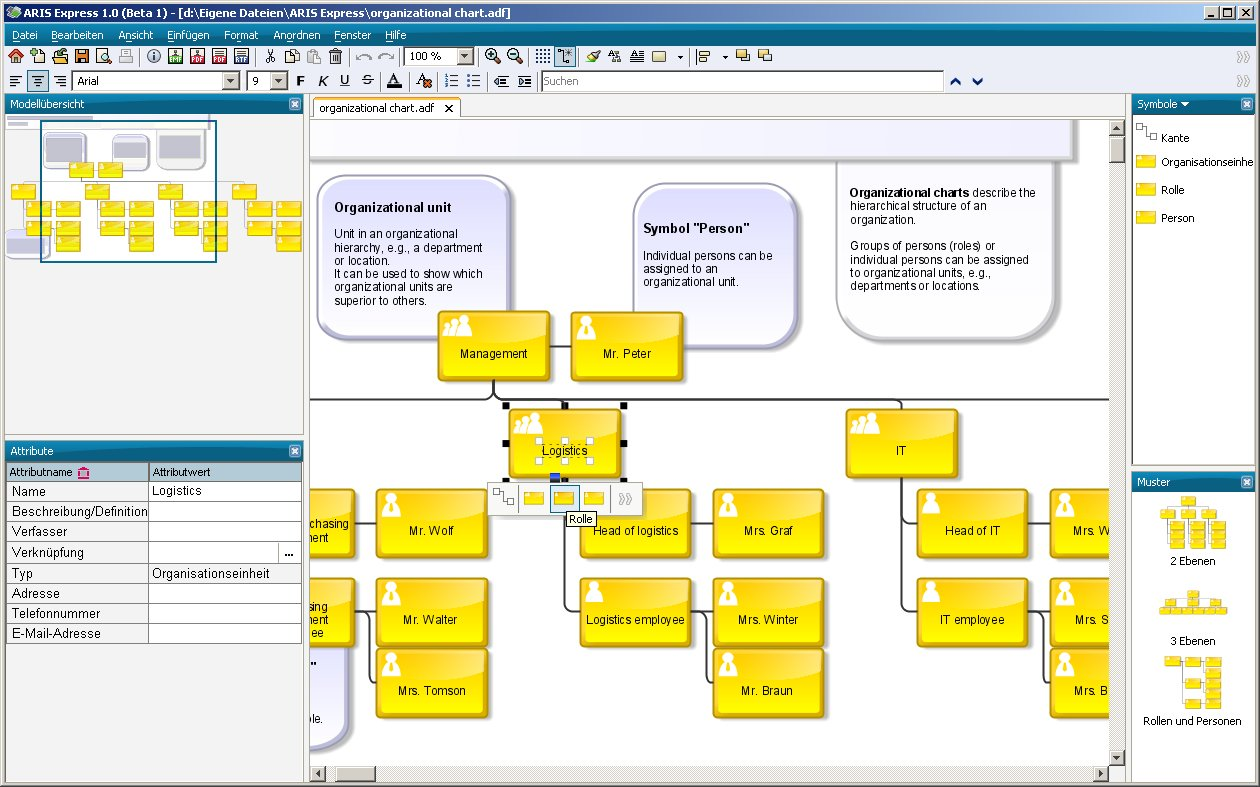
Modellierung mit ARIS Express

Das ARIS Toolset bzw. die ARIS Platform (heutiger Name) ist ein Software-Werkzeug der Darmstädter Software AG zum Entwerfen, Pflegen und Optimieren von Geschäftsprozessen, das auf dem ARIS-Konzept basiert. Laut einer Studie von Gartner Inc. aus dem Jahre 1997 war das ARIS Toolset der Marktführer unter Software für Geschäftsprozessmodellierung.

## Geschichte
Zwischen 1990 und 1991 entstanden an der Universität des Saarlandes, unter der Leitung von Professor August-Wilhelm Scheer, die ersten Prototypen zur Geschäftsprozessmodellierung anhand des ARIS-Konzepts. Das von Scheer gegründete Unternehmen IDS Scheer begann 1992 mit der Entwicklung der Software, welche auf der CeBIT 1993 erstmals vorgestellt wurde. Die frühe Bindung an SAP R/3 sowie eine allgemeine Bereitschaft zur Investition in Business Process Reengineering führten zu einer schnellen Verbreitung der Software.
2010 wurde IDS Scheer an die Software AG verkauft, welche seitdem die ARIS Platform weiterentwickelt. 2013 erschien Version 9 der Software, welche verschiedene Java-basierte Client-Produkte als ARIS Architect/Designer zusammenführte. Ferner wurde erstmals ARIS Connect als web-basiertes Designwerkzeug und Publikationsplattform vorgestellt. 2017 erschien Version 10, die erstmals Fähigkeiten zur Integration von Dashboards in der Oberfläche von ARIS Connect anbot, welche zuvor nur als Zusatzprodukt erhältlich war. Außerdem begann die Vermarktung cloud-basierter Dienst gegen Abonnement-Gebühren, die sich nach Zahl und Art der Nutzer richten.

## Nutzung
ARIS Toolset wird häufig bei der Implementierung von SAP-Systemen genutzt, ist aber auch für andere Anwendungsfälle geeignet. So kann das ARIS Toolset Verwendung finden, um, im Rahmen einer ISO 9001-Zertifizierung Qualitätshandbücher zu erstellen. In diesem Fall kann die Software verschiedene Teile dieses Qualitätshandbuches automatisch aus der Prozessdatenbank erstellen.
Ebenso wird ARIS in klassischen Prozessoptimierungsprojekten verwendet oder zur Beschreibung der Geschäftsprozesse (Fachkonzeption) für die nachfolgende Herleitung von DV-Konzepten und die Entwicklung eigener Softwareanwendungen.
Neuerdings wird ARIS Toolset auch immer stärker zur Umsetzung von Unternehmensrichtlinien verwendet (z. B. Sarbanes-Oxley Act, Management Risk Controlling etc.).

## Funktionen
Das ARIS Toolset besteht aus unterschiedlichen Modulen/Komponenten. Diese sind:
- Modellierung: Dies ist die Basisfunktionalität des ARIS Toolsets für das Entwerfen von Geschäftsprozessen und beinhaltet einen grafischen Modelleditor, die Datenbankverwaltung, die Benutzerverwaltung, die Modellverwaltung, die Objektverwaltung, sowie die Layout- und Modellgenerierung. So können bspw. grafische Modellobjekte angelegt und verändert werden, Datenbanken angelegt, verändert und gelöscht werden, eine Benutzer- und Zugriffsrechtverwaltung generiert werden, oder eine Layout- und Modellgenerierung erfolgen.
- Publishing (Navigation): Sie stellt einen lesenden Zugriff auf die Modelle der Geschäftsprozesse zur Verfügung. Ziel ist es, zu jeder Rolle im Unternehmen die jeweils relevanten Modellinformationen übersichtlich darzustellen.
- Analyse/Simulation: Das Ziel liegt hier in der Modell-gestützten Auswertung, d. h. der Erzeugung von Kennzahlen, anhand derer die Modelle bewertet werden können. Hierbei wird zwischen statischer und dynamischer Erfassung der Kennzahlen unterschieden.
- Prozesskostenrechnung: Ziel ist es, die Funktionen der indirekten Leistungsbereiche kostenmäßig zu bewerten. Grundlage sind die Modelle und die systematisch erfassten Daten aus dem Prozess.
- Balanced Scorecard
- Reporting: Aufgabe des Reporting ist es, alle anfallenden Informationen flexibel nach unterschiedlichen Gesichtspunkten auszuwerten und in strukturierter und leicht verständlicher Form zum Zwecke der Entscheidungsunterstützung aufzubereiten.
- Konfiguration: Sie ermöglicht das Ausblenden existierender Standardobjekte oder das Hinzufügen neuer Kundenobjekte, um so eine individuelle Übersicht zu ermöglichen.

## Technik
Technisch gesehen handelt es sich bei der Software um ein datenbankbasiertes Modellierungswerkzeug, welches kollaborative Beschreibungen und Analysen von gerichteten Graphen ermöglicht. Bei dem mit Abstand bedeutendsten Use Case der Prozessmodellierung werden Geschäftsobjekte (Aktivitäten, Personen, Risiken, IT-System etc.) als Knoten und die Interaktion dieser Objekte untereinander (z. B. „verwendet“ oder „ist personalverantwortlich für“) als Kanten innerhalb gerichteter Graphen (Modelle) abgebildet. Hierbei kann der Modellierer sowohl an Knoten als auch an Kanten konfigurierbare Attribute pflegen. Beispielhafte Attribute in der Geschäftsprozessmodellierung sind Objektname, Bearbeitungsdauer und Eintrittswahrscheinlichkeit (an Kanten).
Die Beschreibung erfolgt z. B. über Wertschöpfungsketten („grob“) bis hinunter zu feingranularen „ereignisgesteuerten Prozessketten“ (EPKs). Die Modellierung geschieht größtenteils grafisch. Jedes grafische Modellierungselement entspricht einem methodisch definierten Objekt; somit können die Modellierungselemente nur sinnvolle Beziehungen aufbauen. Alle erfassten (Prozess–)Inhalte werden parallel zur grafischen Darstellung in einer Datenbank gespeichert, können dort bearbeitet werden und stehen zu Analysen und Auswertungen zur Verfügung. Analysiert werden beispielsweise Zeiten, Kosten oder andere Ressourcen, die in einem Unternehmen in Bezug auf die Optimierung von Geschäftsprozessen von Bedeutung sind.
Die verschiedenen Produkte unterstützen eine Vielzahl von Standards wie BPMN, WSDL, XSD, BPEL oder UML.

## ARIS Platform
Alle ARIS-bezogenen Produkte wurden mittlerweile in der ARIS Platform zusammengeführt. ARIS Platform ist ein eingetragener Begriff und wird deshalb nicht mit „ARIS Plattform“ übersetzt. Sie umfasst alle ARIS-Produkte für das Geschäftsprozessmanagement, von der Strategie über die Implementierung bis hin zum Controlling der Geschäftsprozesse. Die Produkte ARIS Architect, ARIS Designer und UML Designer sind Java-basierte Clients, während ARIS Publisher und ARIS Connect web-basiert sind. Die ARIS Platform wird inzwischen auch als Cloud-Angebot in verschiedenen Ausbaustufen angeboten. Diese Angebote basieren technisch auf ARIS Connect und unterscheiden sich hinsichtlich des Funktionsumfangs.
Während die oben genannten Produkte kommerzielle Softwareangebote sind, hat IDS Scheer im Sommer 2009 mit der Markteinführung des kostenlosen Modellierungswerkzeug ARIS Express begonnen und vermeldete rund 1,5 Monate später 8.000 Downloads.

## Trivia
Die Produkte der ARIS Platform und ARIS Express enthalten ein verstecktes Spiel (Easter Egg). Um dieses zu aktivieren, muss zunächst der Versionsdialog über den Hauptmenüpunkt Hilfe → Über aufgerufen werden. Anschließend klickt man mit der linken Maustaste mehrfach hintereinander auf das Programmicon.